# Antonio Fuertes
Antonio Fuertes Pacual (Valencia, 3 december 1929 – aldaar, 5 januari 2015) was een Spaans profvoetballer.
Fuertes begon zijn carrière op 15-jarige leeftijd bij Valencia CF Mestalla. Vanaf 1949 speelde hij voor Valencia CF. Met uitzondering van 1 seizoen (1951-1952) bleef hij hier voetballen tot 1959. Hij sloot zijn carrière af bij Elche CF in 1961.
Fuertes speelde eenmaal voor het Spaans voetbalelftal, in 1951. Het was een vriendschappelijke wedstrijd tegen Argentinië. Hij overleed begin 2015 op 85-jarige leeftijd.

## Statistieken
| Seizoen | Club                 | Land   | Competitie                                       | Wedstrijden | Doelpunten |
| ------- | -------------------- | ------ | ------------------------------------------------ | ----------- | ---------- |
| 1944/49 | Valencia CF Mestalla | Spanje | van Spaans amateurvoetbal tot Segunda División A |             |            |
| 1949/51 | Valencia CF          | Spanje | Primera División                                 | 40          | 10         |
| 1951/52 | Valencia CF Mestalla | Spanje | Segunda División                                 |             |            |
| 1952/59 | Valencia CF          | Spanje | Primera División                                 | 146         | 48         |
| 1959/61 | Elche CF             | Spanje | Primera División                                 | 51          | 11         |
|         |                      |        | Totaal                                           | 237         | 69         |